# Хачатрян, Артур
Артур Хачатрян (арм. Արթուր Խաչատրյան; род. 13 сентября 1983) — армянский боксёр, представитель средней и полутяжёлой весовых категорий. Выступал за сборную Армении по боксу в конце 2000-х — начале 2010-х годов, обладатель бронзовой медали чемпионата Европы, победитель и призёр ряда крупных международных турниров, трёхкратный чемпион Армении, участник чемпионата мира в Баку.

## Биография
Артур Хачатрян родился 13 сентября 1983 года. Занимался боксом в Ереване, Армения.
Первого серьёзного успеха добился в сезоне 2008 года, когда на чемпионате Армении в Ереване одержал победу в зачёте средней весовой категории.
В 2009 году выиграл бронзовую медаль на Мемориале Умаханова в Махачкале, уступив в полуфинале россиянину Солтану Мигитинову, дошёл до четвертьфинала на Франкофонских играх в Бейруте, где был остановлен марокканцем Ахмедом Барки.
В 2010 году вновь выиграл чемпионат Армении в Ереване, на сей раз в полутяжёлом весе. Принимал участие в чемпионате Европы в Москве — сумел взять верх над тремя соперниками в категории до 81 кг, после чего потерпел досрочное поражение в третьем раунде от россиянина Артура Бетербиева, который в итоге стал победителем этого турнира. Хачатрян, таким образом, завоевал бронзовую награду.
В 2011 году среди прочего дошёл до четвертьфинала на Мемориале Странджа в Пазарджике (проиграл англичанину Энтони Огого), превзошёл всех соперников на турнире Гагика Царукяна в Ереване. На чемпионате Европы в Анкаре остановился на стадии четвертьфиналов, тогда как на чемпионате мира в Баку выбыл из борьбы за медали уже в 1/32 финала — не сумел пройти иранца Эхсана Рузбахани.
В 2012 году отметился победой в категории до 81 кг на чемпионате Армении в Ереване, боксировал на Кубке мира среди нефтедобывающих стран в Белоярском.